# George Michael
Georgios Kyriacos Panayiotou (East Finchley, Middlesex, 25 de junio de 1963-Goring-on-Thames, Oxfordshire, 25 de diciembre de 2016), conocido como George Michael, fue un cantante y compositor británico. Saltó a la fama en la década de 1980, cuando formó el dúo Wham! junto con su amigo de escuela Andrew Ridgeley. Su primer sencillo en solitario, «Careless Whisper», fue lanzado cuando aún formaba parte del dúo y vendió cerca de seis millones de copias en todo el mundo.  Un verdadero ícono pop, Michael es reconocido por su fuerza creativa en la composición, interpretación vocaly puesta en escena. Su trabajo cubre variedades de la música pop, desde baladas hasta canciones funky y dance.
Como solista, vendió más de ochenta millones de discos en todo el mundo, incluidos siete sencillos y siete álbumes que fueron número uno en listas discográficas de Reino Unido, además de diez sencillos y un álbum que alcanzaron la primera posición en las de Estados Unidos,convirtiéndolo en uno de los artistas con mayores ventas de la historia. El álbum con el que debutó como solista de 1987, Faith, ha vendido hasta la fecha más de veinticinco millones de copias en todo el mundo.  A su vez, ganó numerosos premios musicales durante su carrera, incluidos cinco premios Brit, cuatro MTV Video Music Awards, seis premios Ivor Novello, cuatro American Music Awards, y dos veces el premio Grammy. En 2004, Radio Academy le nombró el artista que acaparó la mayor difusión en la radio británica entre el periodo 1984-2004.
Asimismo, era conocido por su controvertida imagen pública, pues fue un símbolo sexual rodeado de escándalos relacionados con el sexo y las drogas. Tras muchos años negando las especulaciones acerca de su orientación sexual, en 1998 declaró que era gay, tras ser detenido por conducta sexual inapropiada en un baño público de Beverly Hills en California.
El documental A Different Story (2005) cubrió su vida personal y carrera profesional. En 2006, anunció su primera gira en quince años. Su gira 25 Live fue un enorme proyecto mundial, del que saldrían tres giras individuales a lo largo de 3 años consecutivos (2006, 2007 y 2008).

## Primeros años
George Michael nació bautizado como Georgios Kyriacos Panayiotou (en griego: Γεώργιος Κυριάκος Παναγιώτου) el 25 de junio de 1963, en East Finchley, Middlesex. Su padre fue Kyriacos Panayiotou, un grecochipriota que se mudó a Inglaterra en la década de 1950, cambió su nombre a Jack Panos y se convirtió en propietario de un restaurante. La madre de Michael, Lesley Angold Harrison, fue una bailarina inglesa que falleció de cáncer en 1997. Michael pasó la mayor parte de su infancia en el norte de Londres, área ampliamente habitada por los grecochipriotas hasta la década de 1980, y en la que vivió en la casa que sus padres compraron poco después de haber nacido él. Durante su adolescencia, la familia se mudó a Radlett y allí Michael asistió a la Bushey Meads School, donde conoció a Andrew Ridgeley. Pronto ambos descubrirían que compartían el mismo sueño de llegar a ser músicos algún día.
Inició su andadura en el mundo musical primero como DJ pinchando en discotecas para jóvenes y en las escuelas locales de todo Bushey, Stanmore y Watford, y luego pasó a formar una banda de ska llamada The Executive que pasó tan desapercibida que tuvo una corta vida. Estaba formada por Ridgeley, el hermano de este (Paul), Andrew Leaver, y David Mortimer (apodado David Austin).

## Biografía y carrera

### Wham!
El primer éxito de George Michael llegó después de formar el dúo Wham! con Andrew Ridgeley cerca de 1981. El primer álbum de la banda, Fantastic, apareció el 9 de julio de 1983 en el Reino Unido y fue un éxito a los pocos días de su lanzamiento, alcanzando el puesto número 1 y manteniéndose en él durante dos semanas. Contenía una serie de sencillos que entraron en el Top 10 del UK Singles Chart, tales como el primer sencillo del dúo «Young Guns (Go For It!)» que vio la luz el 16 de octubre de 1982 y que alcanzó el puesto 3. Al año siguiente, el 8 de enero, lanzarían su segundo sencillo «Wham Rap! (Enjoy What You Do)» que llegó al puesto 8 de las listas. Cinco meses después, su tercer sencillo «Bad Boys» salió el 14 de mayo de ese año, con el que alcanzaron el puesto 2. Dos meses más tarde, el 30 de julio, su cuarto sencillo «Club Tropicana» salió al mercado y llegaría al puesto 4 de las listas.
Su segundo álbum, Make It Big supuso el lanzamiento del dúo que los catapultó a superestrellas internacionales y llegó al número 1 en las listas de éxitos en Estados Unidos. A finales de mayo de 1984 empezó a sonar en las radios británicas, la canción «Wake Me Up Before You Go Go», el primer sencillo de este segundo álbum, que fue número 1, seguidos de otros sencillos «Freedom» (número 1), «Last Christmas»/«Everything She Wants» (puesto 2) «Careless Whisper» (puesto 1), siendo este último el primer trabajo de Michael en solitario.
Michael se volcó en colaborar vocalmente en el proyecto musical de Bob Geldof, Band Aid (que fue el primero que se concibió para recaudar fondos para combatir el hambre en África) en 1984 para la canción Do They Know It's Christmas?. También donó las ganancias de «Last Christmas»/«Everything She Wants» a diferentes organizaciones benéficas. Además, contribuyeron en los coros a David Cassidy en el éxito de 1985, The Last Kiss, así como a los éxitos de 1985 de Elton John, Nikita y Wrap Her Up. En ese mismo año, hizo una pequeña incursión en el periodismo popular al entrevistar a David Cassidy para el legendario Ritz Newspaper de David Litchfield.
También en 1985, se lanzó en Estados Unidos el sencillo Careless Whisper, que llegó a número uno del ranking de la revista Billboard, desbancando al megahit I Want to Know What Love Is de la banda de rock Foreigner. 
A raíz del éxito, comenzaron su primera gira mundial por diferentes países.

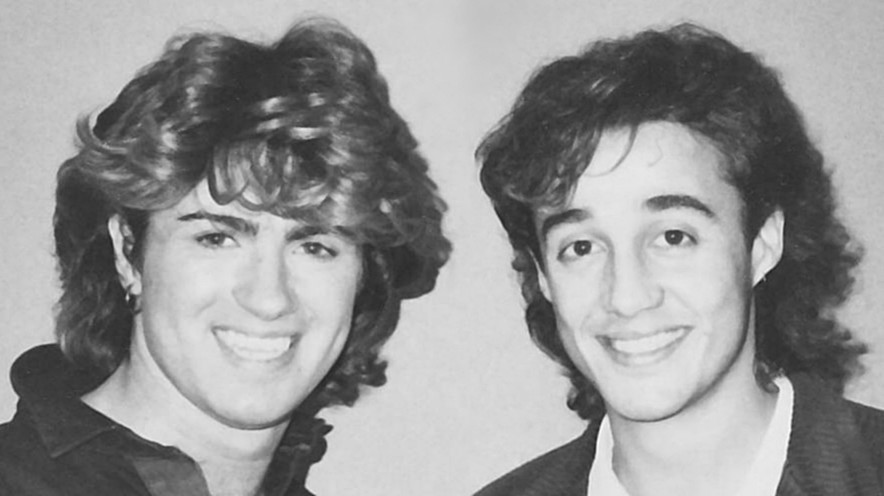
Michael y Ridgeley, c. 1985.

La gira de Wham! por China en abril de 1985, que supuso la primera visita al país de una actuación de música pop occidental, generó una enorme cobertura de los medios de comunicación en todo el mundo, muchos de ellos centrados en Michael. El viaje fue documentado por el célebre director de cine Lindsay Anderson y el productor Martin Lewis en su película Foreign Skies: Wham! In China y contribuyó a agrandar la fama que Michael comenzaba a acaparar a nivel mundial.
Quedaba claro que como compositor y cantante principal, George Michael era el alma y el cerebro del dúo, y Ridgeley estaba simplemente para acompañar en las fotos, lo que dio pie a persistentes rumores de una posible separación inminente, que no tardó en confirmarse, ya que a finales de ese año Wham! presentaba lo que sería su álbum de despedida: Music from the Edge of Heaven, del cual salió I'm Your Man que fue directamente al puesto número 1 del Billboard Hot 100 estadounidense. Este álbum contenía una nueva versión de Last Christmas, canción que Michael produjo para las fiestas navideñas de 1984. La ruptura era tan inminente, que hasta en a misma portada del álbum para Hispanoamérica George Michael salía dando casi la espalda a Ridgeley y "visiblemente" serio. Eso no interrumpió el desfile de las canciones The Edge of Heaven, A Different Corner y Where Did Your Heart Go? durante 1986, si bien ninguna lograría llegar al deseado primer puesto estadounidense.
El éxito de los sencillos en solitario de Michael, Careless Whisper (1984) y A Different Corner (1986) dejó nuevamente volar los rumores de la inminente ruptura del dúo. Su público ya no tenía más noticias de ellos como pareja musical, por lo que se intensificaban las especulaciones de una posible separación. Fue en el verano de 1986 cuando la separación se produciría oficialmente, después de lanzar un sencillo de despedida, The Edge of Heaven y una recopilación de sencillos, The Final, además de un concierto de lleno total en el estadio de Wembley. El dúo que hace con Elton John en la canción Don't Let the Sun Go Down on Me en un concierto en vivo se incluye en el disco Ladies and Gentlemen... The Best of George Michael y en el álbum recopilatorio Love Songs de Elton John.
Wham! se disolvió oficialmente con el éxito comercial del sencillo Where Did Your Heart Go?, que llegó al puesto número 1 en las listas del Reino Unido en noviembre de 1986.

### En solitario
El expreso deseo de George Michael era crear música para un público más sofisticado que el grupo de fanes adolescentes que conformaban las seguidoras principales del dúo. Cuando se emancipó de Wham! en 1986, hizo un dueto al comienzo del año siguiente con la icono de la música soul Aretha Franklin titulado I Knew You Were Waiting (For Me). Fue un proyecto extraordinario que ayudó a realizar el sueño de Michael de cantar con una de sus artistas favoritas. El tema musical de ambos llegaría al puesto 1 tanto en la lista UK Singles Chart como en el Billboard Hot 100.
Para Michael se convirtió en su tercer año consecutivo de números uno en solitario en el Reino Unido a partir de tres lanzamientos, Careless Whisper (aunque el sencillo era en realidad del álbum de Wham!, Make It Big) después de 1984 y A Different Corner en 1986. El sencillo fue también el primero que Michael había grabado como solista y que no había sido escrito por él. El coautor, Simon Climie, era desconocido en aquel momento, aunque llegaría a tener éxito como intérprete con el dúo pop británico Climie Fisher en 1988. Con esta canción, Michael estuvo nominado a un premio Grammy en 1985, pero no ganó. Tampoco lo consiguió tres años más tarde con Faith.

#### Faith(1987-1990)
Durante el otoño de 1987, Michael publicó su primer álbum en solitario, Faith. Además de tocar un gran número de instrumentos en el álbum, compuso y produjo todas las canciones del álbum, a excepción de una, que escribió con otro compositor. Se convirtió en un éxito de ventas en ambos lados del Atlántico norte, tanto en el Reino Unido como en Estados Unidos. Parte del éxito se debió a un acertado cambio de imagen con un look más agresivo, con barba de varios días, pendientes, gafas de sol y pantalones vaqueros apretados.
El primer sencillo del álbum I Want Your Sex se lanzó el 1 de junio de 1987. A pesar de la censura y las dificultades que tuvo para que se tocara en la radio, llegó al número 2 de la lista de sencillos del Billboard Hot 100, en la semana del 8 de agosto de 1987, acompañado de un polémico video musical en el que proponía que se «explorara la monogamia». El vídeo fue prohibido por varias cadenas de televisión, así como su difusión en emisoras de radio de tanto Estados Unidos como de Reino Unido debido a que la letra era sexualmente explícita y a que la modelo Kathy Jeung aparecía en body y liguero. La MTV lo emitió solo en horario nocturno, aunque esto no impidió que llegara hasta los puestos más altos de los charts. Michael defendía en la canción que el acto sexual era más hermoso si era monógamo. Llegó a grabar un breve prólogo para el vídeo en el que dijo: "Esta canción no incita al sexo fácil". Una de las escenas más subida de tono en la que participa Michael es cuando escribe con un pintalabios las palabras "explora la monogamia" en la espalda de Jeung. Algunas emisoras de radio, a fin de evitar decir el título de la canción, se referían a ella como I Want Your Love, tras cambiar artificiosamente la palabra "sexo" por "amor". Cuando irrumpió en los American Top 40 de Estados Unidos, Casey Kasem se negó rotundamente a pronunciar el título, refiriéndose a la canción como "el nuevo sencillo de George Michael". Asimismo, en dicho país también la llamaron I Want Your Sex (from Beverly Hills Cop II), ya que formaba parte de la banda sonora de dicha película.
Por otra parte, el sencillo se mantuvo en el Top 10 durante seis semanas, y el Top 40 por un total de catorce semanas. Llegó al puesto número 3 en Gran Bretaña. En 2002, muchos años después de la gran polémica que suscitó dicho lanzamiento, el vídeo musical llegaría al número 3 en la cuenta atrás de la MTV de los vídeos más polémicos en la historia del canal de televisión americano.
El segundo sencillo fue Faith, lanzado en octubre de 1987, tan solo unas semanas antes del lanzamiento del álbum. Este tema pasaría a convertirse en una de sus canciones más populares y pegadizas, un tema con ligeros toques de Rockabilly que alcanzó el número 1 en el Billboard Hot 100 de Estados Unidos el 12 de diciembre de 1987, y el puesto número 2 en el UK Singles Chart en octubre de este mismo año. El famoso video proporciona algunas imágenes definitivas de la industria de la música de los 80: Michael con chaqueta de cuero, botas de vaquero y jeans de Levi's, tocando una guitarra cerca de una clásica rockola. Faith se mantuvo en la primera posición del BillBoard Hot 100 durante cuatro semanas consecutivas y 21 semanas en lista.
El álbum alcanzó el puesto 1 en el Reino Unido y en varios mercados de todo el mundo. En Estados Unidos, el álbum contaba con 51 semanas no consecutivas del Billboard 200 Top 10, incluyendo 12 semanas en el número 1. 
Con el tiempo, Faith obtuvo la certificación diamante por la RIAA por ventas de 10 millones de copias en Estados Unidos. Hasta la fecha, las ventas globales de Faith son de más de 25 millones de unidades.
Posteriormente, ya en 1988 George Michael se embarcaría en una multitudinaria gira mundial. Entre el repertorio de canciones había un par de temas de la era Wham!, Everything She Wants y I'm Your Man y algunas canciones tradicionales como Lady Marmalade o Play That Funky Music. En Los Ángeles, George compartió el escenario de Aretha Franklin para cantar ambos su dueto I Knew You Were Waiting (For Me).
Ese mismo año, cantó los coros con su gran amigo y bajista de Wham!, Deon Estus, el tema Heaven Help Me, canción escrita por ambos que solo perdió puntuación en el top 40 británico, pero en 1989 llegó a número 3 en Estados Unidos y se mantuvo 18 semanas en el Billboard Hot 100.
De acuerdo con Michael en su documental, A Different Story, el éxito no le hizo para nada feliz, y empezó a pensar que había algo malo en ser un ídolo para millones de niñas adolescentes. Todo el proceso de Faith (promoción, videos, tour, premios) lo dejó agotado, llegando a sentirse solo y frustrado, y lejos de su familia y amigos. Durante 1990, le dijo a su compañía discográfica, Sony, que ya no quería hacer más ese tipo de promociones.

#### Listen Without Prejudicey proyectos benéficos (1990-1995)
A pesar del éxito conseguido, George no estaba cómodo con la maquinaria comercial que le rodeaba y que condicionaba su creatividad. Listen Without Prejudice Vol. 1 se publicó el 3 de septiembre de 1990. Fue un producto mucho menos comercial que, a diferencia de Faith, apenas tuvo publicidad. Algunas voces culparon de la falta de promoción a las constantes negativas del cantante, mientras otros opinaron que la compañía discográfica, disconforme con el disco, prefirió no invertir muchos recursos en publicitarlo. Michael se negaba rotundamente a hacer cualquier tipo de promoción para este largo duración hasta el punto de que ni siquiera se hicieron videos musicales de los sencillos. Esto produjo que sus ventas no fuesen tan buenas como las de su disco anterior, lo que conllevaría a la suspensión del lanzamiento del Volumen 2 que George también tenía pensado lanzar. Debido a esta medida, se produjo la conocida disputa con Sony, que tuvo como resultado que George no podría editar un álbum en los cinco años siguientes. Para este álbum, Michael trató de crearse una nueva reputación al proyectarse a sí mismo como un artista serio -el título es un indicio de su deseo de que le tomaran más en serio como compositor-. El primer sencillo, Praying for Time, fue lanzado en agosto de 1990. El tema musical hablaba de los males sociales y la injusticia, fue elogiado por la crítica, y alcanzó el puesto 6 en el Reino Unido y el 1 en los Billboard Hot 100 estadounidenses, pese a existir un vídeo promocional del mismo. Poco después se lanzaría un vídeo en el que se veía la letra de la canción sobre un fondo oscuro, si bien Michael no aparecía en él, ni tampoco lo haría en videos similares que se hicieron posteriormente para el álbum. El segundo sencillo Waiting For That Day fue un sencillo acústico, lanzado como una continuación inmediata a Praying for Time. Alcanzó el puesto n.º 27 en Estados Unidos y 23 en el Reino Unido en octubre de 1990. En los pocos meses restantes de ese mismo año, el álbum permanecería en el Top 10, con una permanencia total de 42 semanas en lista. El álbum alcanzó el puesto 2 en los Billboard 200, y lo que realmente le impidió llegar al primer puesto fue porque estaba ocupado por el álbum de MC Hammer, Please Hammer Don't Hurt 'Em. En cambio, en Reino Unido, el álbum alcanzó el puesto n.º 1 durante una semana. Permaneció un total de 88 semanas en las listas de álbumes del Reino Unido, en el UK Album Chart, y fue 4 veces platino por la BPI. Del álbum salieron cinco sencillos en el Reino Unido, que fueron lanzados rápidamente, dentro de un período de ocho meses: Praying For Time, Waiting For That Day, Freedom! '90, Heal the Pain y Cowboys and Angels (este último sería el único sencillo que no entraría en las listas del UK Top 40). Freedom! '90 fue el único sencillo para el que se grabó un video musical. La canción también hace alusión a la lucha de ser un homosexual en el armario, y actuó como un catalizador para su intento de poner fin a su contrato musical con Sony Music. Para demostrar el sentimiento de la canción, Michael se negó a aparecer en el video, dirigido por David Fincher, y en su lugar las supermodelos Naomi Campbell, Linda Evangelista, Christy Turlington, Tatjana Patitz y Cindy Crawford fueron contratadas para la sincronización de labios. La canción también recoge la atenuación de la imagen que Michael acostumbraba a proyectar de símbolo sexual. Este sencillo tiene una duración de seis minutos y medio. La añadidura del año en el propio título de la canción ayudaría a distinguirla del tema "Freedom", que había sido un éxito de Wham! en 1985. Freedom! 90 compartió distinta suerte a cada lado del Atlántico, llegando al puesto 8 en los Billboard Hot 100 de Estados Unidos (impulsado por la gran rotación del video en MTV), mientras que no pasó del puesto 28 en la lista UK Singles Chart. El sencillo Mother's Pride ganó bastante prominencia en las emisoras de radio de Estados Unidos durante la primera Guerra del Golfo Pérsico en 1991, ya que con él muchas emisoras hacían homenaje a los soldados luchando en el frente. Alcanzó el puesto n.º 46 en los Billboard Hot 100 gracias a dicha radiodifusión. En 1991 George Michael se embarcó en la gira Cover to Cover Tour en Japón, Reino Unido, Estados Unidos, y Brasil, donde tocó en los eventos de Rock in Río, en los que conocería al diseñador de moda, Anselmo Feleppa, el hombre que luego se convertiría en su pareja sentimental. La gira no fue una promoción propia para Listen Without Prejudice Vol. 1. Más bien era sobre Michael cantando versiones de sus canciones favoritas. Entre sus favoritas estaban Don't Let the Sun Go Down on Me, una canción de 1974 de Elton John; Michael y John tocaron la canción juntos en el concierto Live Aid en 1985, y de nuevo en el de Michael en el Wembley Arena de Londres el 25 de marzo de 1991, donde fue grabado el video promocional de la canción. El sencillo fue lanzado a finales de 1991 y fue un éxito a ambos lados del Atlántico, tanto como la grabación original cantada por Elton John en 1974. Don't Let The Sun Go Down On Me alcanzó el número 1 tanto en el UK singles chart como en el Billboard Hot 100. Las ganancias del sencillo se repartieron entre 10 organizaciones benéficas distintas para los niños, el sida y la educación. Mientras tanto, el esperado siguiente álbum, Listen Without Prejudice Vol. 2, fue descartado por razones desconocidas, aunque posiblemente debido a la frustración que Michael sentía con Sony. Una de sus quejas a Sony fue que esta no había apoyado de lleno el lanzamiento de su álbum, dando lugar a su bajo rendimiento en ventas en Estados Unidos en comparación con Faith. Sony respondió que la negativa de Michael a aparecer en los vídeos promocionales había causado la escasa acogida del álbum.Michael puso fin a la idea de Listen Without Prejudice Vol. 2 y donó tres canciones para el proyecto solidario Red Hot + Dance, que recaudó dinero para sensibilizar la opinión pública sobre el sida, mientras que una cuarta pista, Crazyman Dance, fue la cara B del sencillo de 1992 Too Funky, del cual Michael donaría las regalías a la misma causa benéfica. En 1992, George participó en el concierto Homenaje a Freddie Mercury el 20 de abril de 1992 en el Estadio Wembley de Londres. El concierto fue un homenaje a la vida del difunto cantante de Queen, Freddie Mercury, con todas las ganancias destinadas a la investigación del sida. Michael cantó Somebody to Love, ya que él mismo confesó en una entrevista posterior que fue el momento más increíble de su carrera musical, ya que había cumplido su sueño de cantar con superestrellas de la música como Elton John y David Bowie, entre otros. De este concierto salió el Five Live EP. Five Live, lanzado en 1993 por Parlophone en Reino Unido y Hollywood Records en Estados Unidos, cuenta con cinco - y en algunos países, seis - canciones interpretadas por George Michael, Queen, y Lisa Stansfield. These Are The Days Of Our Lives, "'39" y Somebody To Love fueron grabadas en el concierto Homenaje a Freddie Mercury. Killer, Papa Was a Rollin' Stone, y Calling You fueron todas presentaciones en vivo grabadas durante su Cover to Cover Tour de 1991.Todas las ganancias de la venta del EP fueron a beneficio del Mercury Phoenix Trust. Las ventas del EP fueron muy buenas por toda Europa, donde debutó en el número 1 en Reino Unido y varios países europeos.En las listas de éxito en los Estados Unidos fue menos espectacular, donde llegó al número 40 en el Billboard 200 (Somebody to Love alcanzó el puesto 30 en el US Billboard Hot 100).

#### OlderySongs from the Last Century(1996-2001)
Durante noviembre de 1994, en la primera edición de los MTV Europe Music Awards, George Michael apareció después de una larga reclusión, dando una emotiva actuación de una canción completamente inédita, Jesus To A Child. La canción fue un homenaje melancólico a su pareja sentimental, Anselmo Feleppa, que murió en marzo de 1993.
Fue el primer éxito de Michael compuesto por él en casi cuatro años de sequía artística. Irrumpió en la UK Singles Chart directamente en el n.º 1 y en los Billboard Hot 100 lo haría en el puesto 7, pero luego alcanzaría el puesto número 3 en el mismo mes del lanzamiento. Se convertiría en su primer sencillo en solitario en irrumpir en el puesto más alto tanto en listas británicas como estadounidenses. Fue también su sencillo más largo en el UK Top 40, puesto que dura casi siete minutos. La identidad exacta del objetivo de la canción, y la naturaleza de su relación con Feleppa, se entremezclaron con insinuaciones que emanaban en ese momento en torno al hecho de que Michael aún no había confesado su homosexualidad, lo que haría cuatro años más tarde, en 1998. El video de Jesus To A Child fue un hermoso cuadro de imágenes que recordaban la pérdida, el dolor y el sufrimiento. Desde entonces, Michael siempre acostumbraba a dedicar este tema a Feleppa antes de tocarla en directo.
El segundo sencillo, lanzado en abril de 1996, fue Fastlove, una canción comercial con una melodía enérgica sobre el deseo de gratificación y satisfacción sin llegar a comprometerse, lo que contrastaba mucho con todas sus anteriores canciones que siempre hablaban de compromiso en el amor. El tema estaba inspirado en un breve romance que tuvo Michael con el banquero Brett Charles, a quien conoció en Kazajistán mientras componía la canción. Musicalmente, fue producido usando un requinto funky de saxofón y una muestra del hit de Patrice Rushen Forget Me Nots de 1982. Fastlove fue un tema un tanto inusual al no tener un coro definido y las únicas versiones sobrepasaban los cinco minutos de duración. Fue promocionado con un vídeo futurista sobre realidad virtual, muy bien logrado y bastante ambiguo, ya que el género de la pareja de Michael en el video no estaba bien definido al aparecer en él tanto apuestos varones como atractivas féminas. Corrió de la dirección de la los directores británicos de anuncios para la televisión y vídeos musicales Anthea Benton y Vaughan Arnell. Fastlove fue n.º 1 en la lista UK Singles Chart y se mantuvo como tal durante tres semanas, mientras que en Estados Unidos llegó a ocupar el puesto número 8 y vendría a ser su último sencillo que entraría en el top 10 de las listas americanas. 
Tras Fastlove, y con su contrato adquirido por la compañía DreamWorks, Michael finalmente lanza Older, su primer álbum de estudio en seis años y el tercero de su carrera en solitario, pese a que ya había pasado una década desde Wham!. Los lanzamientos del álbum en Estados Unidos y Canadá fueron particularmente importantes, ya que fue el primer álbum lanzado por David Geffen de DreamWorks Records.
En octubre de 1996, Michael realizó un concierto en los Three Mills Studios de Londres para MTV Unplugged. Era su primera larga actuación en años, y entre el público se encontraba su madre, que moriría de cáncer al año siguiente.
Ladies & Gentlemen: The Best of George Michael es una recopilación de grandes éxitos, que salió al mercado en 1998, con 28 temas (uno más en el lanzamiento de Europa y Australia), que estaba claramente dividida en dos partes distintas para satisfacer el estado de ánimo del su público: un primer CD, titulado For The Heart, en el que predominan las baladas de éxito de Michael, y un segundo CD, llamado For The Feet, que reúne sus canciones más bailables. Esta recopilación es notable, ya que contiene los duetos con otros artistas, y que no habían aparecido en sus discos anteriores, como el que hizo con Aretha Franklin en I Knew You Were Waiting (For Me), Desafinado (en portugués con la legendaria cantante brasileña Astrud Gilberto) y el que realizó con Elton John en Don't Let The Sun Go Down On Me.
Ladies & Gentlemen se lanzó a través de Sony Music Entertainment a condición de que se romperían todos los vínculos contractuales previos con dicha casa discográfica, si bien regresaría más tarde a ella para lanzar su álbum de 2004 Patience.
El sencillo inédito Outside fue el primer sencillo en seis meses tras su arresto por cometer actos indecentes con un policía que trabajaba de paisano en una redada dirigida a los homosexuales que acostumbran a tener sexo en baños públicos. Michael no estaba al tanto de esta operación secreta y le pidió favores sexuales al agente de policía Marcelo Rodríguez en el interior de un baño público situado en el Will Rogers Memorial Park en Beverly Hills, California, y fue detenido en el acto. Al poco tiempo tras la detención, Michael finalmente se sinceraría acerca de su homosexualidad, lo que supuso un alivio en su conciencia y casualmente una apropiada respuesta para su público, ya que el título de su nuevo sencillo Outside le cayó como anillo al dedo para decirle al mundo que ya estaba "fuera" del armario.
El segundo sencillo inédito As, un dueto junto a Mary J. Blige, fue lanzado como el segundo sencillo en muchos países. Llegó al puesto número 4 de las listas británicas. Hasta la fecha, Ladies & Gentlemen ha vendido casi 15 millones de copias en todo el mundo.
El 6 de diciembre de 1999, Michael lanzó Songs from the last century, un cuarto disco repleto de antiguos éxitos y versiones de canciones populares como Roxanne de The Police y el clásico de Frank Sinatra Where or when. El disco fue producido por Phil Ramone y Michael.

#### Patience(2002-2006)

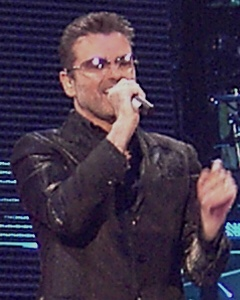
Michael durante una presentación en Olympiahalle arena, Múnich, Alemania, 2006.

En 2004 lanzó su quinto álbum Patience, que debutó en el puesto n.° 1 en Reino Unido y en el n.° 2 en Australia el 22 de marzo de 2004. Muchos lo llamaron «el regreso del año». Era el primer álbum de George Michael, cuyos temas habían sido compuestos íntegramente de material inédito suyo que venía escribiendo desde 1996, si bien también se incluían dos temas, Freeek! y Shoot the Dog, que habían sido lanzados en marzo y agosto de 2002, respectivamente.
Freeek! es un tema bailable, con una densa mezcla de R&B y Pop, aunque un tanto oscuro y controvertido por su letra claramente enfocada a la política del sexo, un género y temática que Michael había venido estampando recurrentemente y de una manera única en sus creaciones vocales y audiovisuales a lo largo de su carrera artística. El videoclip para promocionar la canción está ambientado en una ciudad futurista que es consumista de sexo virtual. Fue dirigido por Joseph Kahn, siendo uno de los videoclips más sofisticados del cantante, por sus rocambolescas caracterizaciones y efectos especiales.
El polémico sencillo Shoot the Dog es una canción que critica la amistosa relación que se fraguó entre los gobiernos de Reino Unido y Estados Unidos para la guerra de Irak. El videoclip promocional es de animación y el primer ministro británico de la época, Tony Blair, aparece representado por un "perro" faldero que sigue a todas partes a su "dueño", el entonces presidente de Estados Unidos George W. Bush.
Michael hizo una aparición en el programa de Oprah Winfrey el 26 de mayo de 2004 para promocionar su nuevo álbum. Asimismo, habló abiertamente de su escandalosa detención en un baño público de Beverly Hills en 1998 y de la confesión pública que hizo posteriormente de su homosexualidad, además de su querer regresar a la escena pública tras un paréntesis de dos años. Permitió al equipo de Oprah adentrarse en la privacidad de su casa a las afueras de Londres, desde la que cantó tres temas suyos para el programa de la famosa presentadora de televisión.

#### Twenty Five(2006-2012)
Twenty Five fue el segundo álbum de grandes éxitos de George Michael para celebrar el vigésimo quinto aniversario de su carrera musical. Lanzado el 13 de noviembre de 2006 por Sony BMG, debutó en el n.º 1 en Reino Unido. Contiene canciones principalmente de su carrera como solista, pero también de su temprana época en Wham!. El álbum fue presentado en dos formatos: dos CD o una edición limitada de 3 CD. El formato de 2 CD contiene 26 canciones, que incluían 4 grabaciones con Wham! y 3 canciones nuevas: An Easier Affair, This Is Not Real Love (un dueto con Mutya Buena, exintegrante de Sugababes, que alcanzó el puesto n.º 15 en las listas de Reino Unido), y una nueva versión de Heal the Pain, grabada junto a Paul McCartney. La edición limitada del formato de 3 CD contiene 14 pistas adicionales no tan conocidas, entre ellas una de Wham! y otra canción inédita, "Understand".
La versión en formato DVD de Twenty Five contiene 40 videos en dos discos, incluyendo 7 con Wham!.
Para conmemorar su álbum, George Michael se embarcó en una gira por Estados Unidos, que sería la primera vez en 17 años, tocando en los grandes escenarios de las principales ciudades como Nueva York, Los Ángeles, St. Paul / Mineápolis, Chicago, Dallas, entre otras.
Durante el concierto global Live 8 en 2005, George se unió a Paul McCartney en el escenario para interpretar el tema Drive My Car.
En 1990, Michael fue uno de los varios artistas a los que se les encargó remezclar el tema bailable Tripping on Your Love de Bananarama, quienes a su vez habían hecho una versión de Careless Whisper para su álbum Exótica de 2001, que a su vez también sería lanzado como sencillo en Francia.

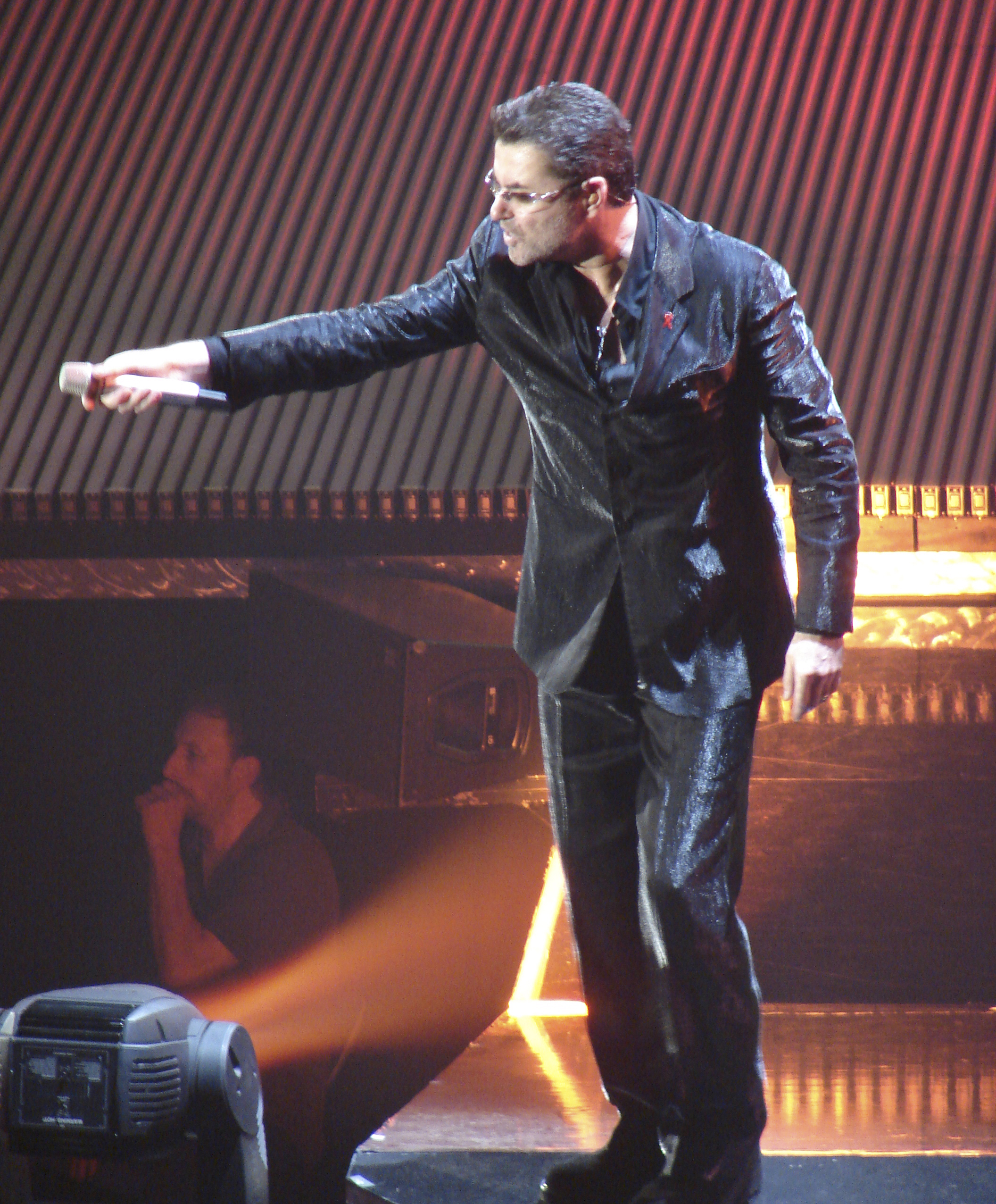
George Michael durante un concierto, en 2006.

En 2006, George Michael comenzó su primera gira en 15 años, 25 Live. El primer concierto en el Palau Sant Jordi de Barcelona el 23 de septiembre y el último se celebró en diciembre en el Wembley Arena de Londres. En total fueron 80 conciertos que congregaron a 1,3 millones de sus fanes en todo el mundo.
En mayo de 2007, y debido al enorme éxito de su anterior tour, el cantante inició una nueva gira con un total de 29 conciertos en grandes estadios, a la que denominó 25 Live Stadium Tour y que le llevó a la gran mayoría de las capitales europeas, incluyendo Londres y Atenas. El 12 de mayo de 2007 se inició en Coímbra, Portugal, y finalizó el 4 de agosto de 2007 en Belfast, Reino Unido.
El 9 de junio de ese mismo año, Michael se convirtió en el primer artista en haber cantado en vivo en el recién renovado estadio de Wembley en Londres, donde recibió una multa de 130.000 £ por sobrepasar su actuación en 13 minutos. La televisión inglesa retransmitió el concierto en directo.
El 25 de marzo de 2008 se anunció que una tercera parte del 25 Live Tour tendría lugar en América del Norte e incluiría 21 conciertos por todo Estados Unidos y Canadá, convirtiéndose en su primera gira en América del Norte en 17 años.
El álbum Twenty Five fue lanzado en Norteamérica el 1 de abril de 2008 con 29 canciones, dos CD con varias canciones nuevas (incluyendo duetos con Paul McCartney y Mary J. Blige y un tema de la miniserie de televisión, Eli Stone), además de otros muchos éxitos de Michael tanto de su carrera en solitario como de sus viejos tiempos en Wham!. Además, venía acompañado de dos DVD con 40 videoclips de sus canciones.
Posteriormente, George se encerraría en su estudio de grabación para trabajar y dar forma a los nuevos temas que quería incluir en su próximo álbum. El cantante confirmó que había grabado dos temas nuevos con Andrew Ridgeley, en los que George ponía la voz y Andrew tocaba la guitarra. El lanzamiento del álbum estaba previsto para finales de 2007, pero nunca llegó a ver la luz.
George Michael debutó como actor en Estados Unidos interpretando el ángel guardián del personaje Jonny Lee Miller en la serie de televisión Eli Stone, cuya primera temporada comenzó a emitirse el 31 de enero de 2008. Además de su interpretación como sí mismo y como una "visión angelical", cada episodio de la primera temporada (con la excepción del episodio piloto) lleva el nombre de una de sus canciones.
Asimismo, apareció en la final de 2008 del programa de televisión American Idol para cantar Praying for Time el 21 de mayo de ese año. Cuando le preguntaron qué pensaba que le diría Simon de su actuación, respondió: "Creo que tal vez me diga que no debería haber cantado una canción de George Michael, que es lo que le ya ha dicho a un montón de gente en el pasado, así que creo que va a ser muy divertido oír lo que piensa.
En la primavera de 2008, George Michael sorprendió al anunciar su intención de retirarse de la profesión, o al menos de la rutina de giras, alegando circunstancias relacionadas con su edad y un deseo de tener mayor estabilidad en su vida privada.
El 1 de diciembre de ese año, Michael tocó un último concierto en Abu Dhabi en Emiratos Árabes Unidos, como parte de la celebración del 37.º Día Nacional. El día 25 de ese mismo mes, lanzaría de manera gratuita en su página web una nueva pista, December Song, que se esperaba que sus fanes la descargaran para que pudieran donar en pro de obras benéficas. Aunque la canción ya no está disponible en su página web, lo sigue estando en redes para compartir archivos y publicaciones. El 29 de octubre de 2009, la BBC anunció que George Michael se uniría a la carrera de ser el número 1 de ventas en la Navidad de ese año con una versión remasterizada de December Song, que saldría a la venta el 13 de diciembre de ese año.
El 9 de junio de 2009, Michael se unió a Beyoncé Knowles en el escenario durante la interpretación de "If I Were a Boy" en el último show del Reino Unido de su gira mundial I Am... Tour.
Después de meses de especulaciones, Michael anunció que podría realizar actuaciones en las ciudades australianas de Melbourne, Perth y Sídney, que serían sus primeros conciertos en Australia desde 1988. Así, el 20 de febrero de 2010, Michael realizó su primer concierto en Perth en el Burswood Dome ante 15.000 de sus fanes.
El 5 de marzo de 2010, Michael confirmó que sería artista invitado en el Sydney Gay and Lesbian Mardi Gras After Party, en la que apareció a la 1 de la madrugada, seguido de Kelly Rowland dos horas más tarde.
El 2 de marzo de 2011, Michael anunció el lanzamiento de su versión del hit de 1987 de New Order True Faith en ayuda a Comic Relief.

#### Últimos sencillos y álbum en vivo (2012-2016)

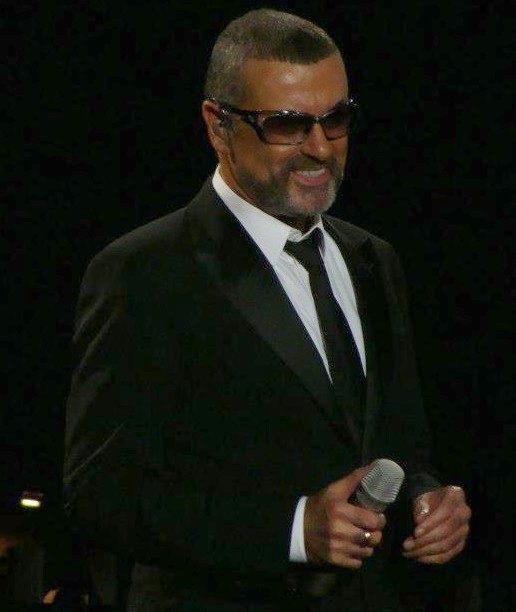
Michael durante una presentación, en 2011.

"Symphonica" fue el sexto disco en solitario de George Michael. Grabado durante la gira del mismo nombre entre los años 2011 y 2012 y producido por Phil Ramone junto al propio George.
Al igual que el tour Symphonica, el disco comprende una selección cuidada de los temas más clásicos del artista, además de interpretaciones de canciones de algunos de los artistas preferidos de George.
Se incluyen canciones propias como "A different corner", "Praying for time" y "Cowboys and angels" con nuevos arreglos orquestales. Revisita "John and Elvis are dead" y "Through". Phil Ramone era la opción perfecta para coproducir el disco junto con George. La pareja trabajó conjuntamente en "Songs from the last century", el álbum de George de 1999 que reinterpretaba algunas de las mejores canciones del siglo XX. Ambos disfrutaron de una relación mágica durante este trabajo pero desgraciadamente Phil falleció de un aneurisma cerebral en marzo del 2013, a los 79 años. Durante una carrera que se inició en 1959, el 14 veces ganador de Premios Grammy había producido literalmente a cientos de artistas entre los que se incluyen Bob Dylan, Frank Sinatra, Ray Charles, Billy Joel, Luciano Pavarotti, Stevie Wonder, Rod Stewart, Paul Simon, Paul McCartney, Aretha Franklin, Barbra Streisand y Karen Carpenter. "Symphonica" fue el último trabajo de ambos.
Con David Austin en la producción ejecutiva, al llevar su Symphonica a París a la legendaria Ópera Garnier, George se convirtió en el primer artista contemporáneo que actuaba en este lugar. Este concierto se filmó para un documental.
Con más de 100 millones de discos vendidos desde sus inicios con los amados Wham! en los 80, a lo largo de una carrera en solitario que le transformó de ídolo juvenil a icono adulto, a través de una sucesión de álbumes superlativos y de giras rompedoras, George Michael se mantuvo entre los grandes de la música durante más de 30 años.

## Muerte

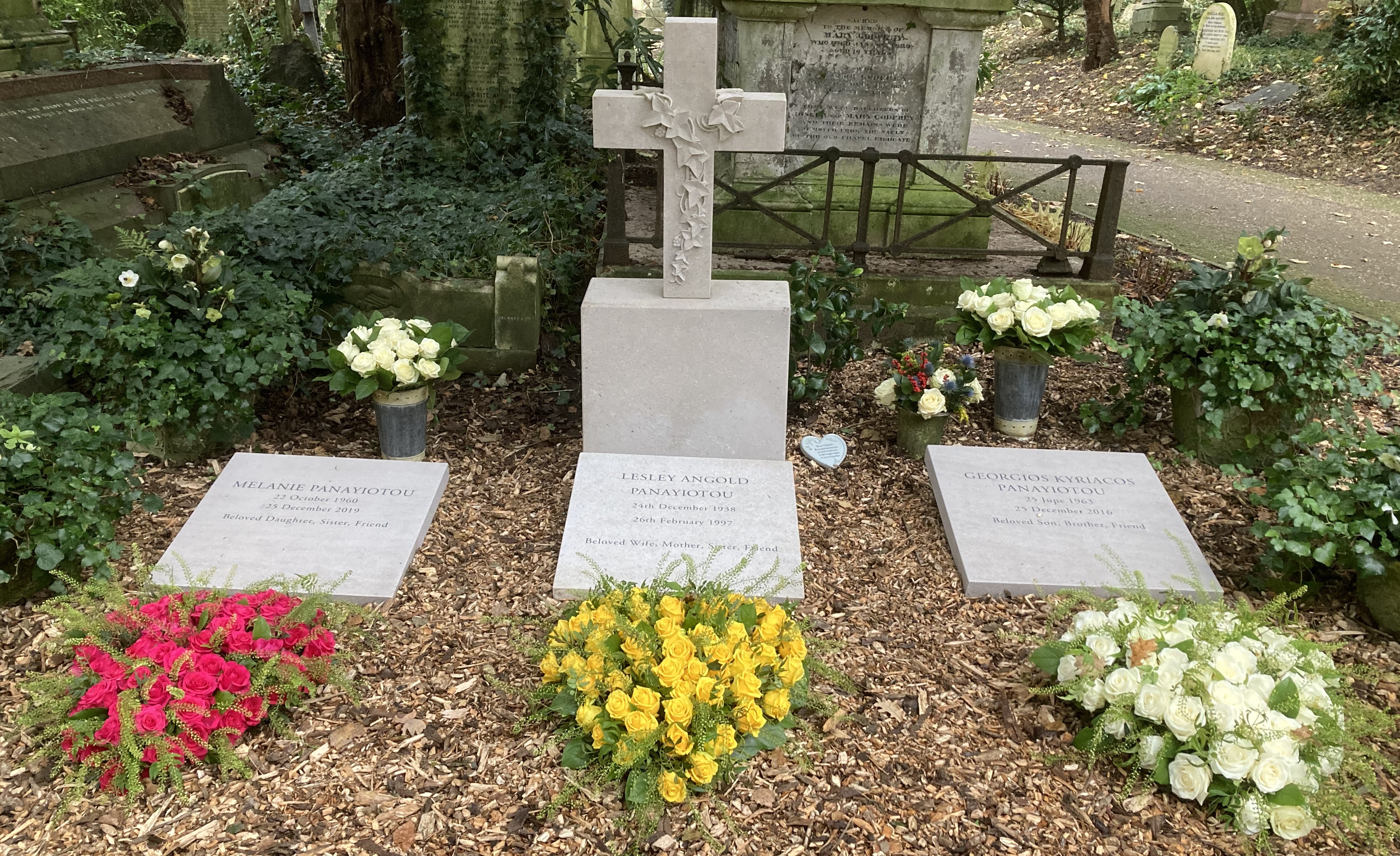
De izquierda a derecha: tumba de su hermana, Melanie, de su madre, Lesley, y suya, ubicadas en el Cementerio de Highgate, en Swain's Lane, Londres, Inglaterra, 2021.

El 25 de diciembre de 2016, Michael falleció a los 53 años de edad en su residencia ubicada en Goring-on-Thames, Oxfordshire, Inglaterra. En un principio las causas que originaron su deceso eran desconocidas, pero el 27 de diciembre, su mánager informó que había muerto mientras dormía, debido a un fallo cardíaco. Finalmente el informe del médico forense Darren Salter, que fue compartido el 7 de marzo de 2017, explicitó que las causas que llevaron a su fallecimiento se debieron a una cardiopatía dilatada con miocarditis y esteatosis hepática (hígado graso). Su cuerpo fue enterrado tres meses después, en el cementerio de Highgate.

## Legado

### Aporte al pop
George Michael poseía una voz muy versátil como cantante y tenía la habilidad de alcanzar agudos fuera de su rango habitual. En los años 1980 y hasta finales de los 1990 utilizó un característico falsete en la mayoría de sus canciones. En la década de los 2000, al entrar en la madurez, pareció perder esta habilidad; aunque su proyección de voz aumentó considerablemente. Poseía una voz de tenor.
«Careless Whisper» (que George escribió cuando tenía 14 años) se convirtió en una de las canciones más reproducidas de la década de los 1980. Algunos otros éxitos son «Father Figure», «One More Try», «Freedom 90», «Fastlove», «Jesus To a Child» y su interpretación de un clásico, «Don't Let the Sun Go Down on Me» (dueto con Elton John).
. En más de 20 años de trayectoria George Michael vendió alrededor de 80 millones de copias en todo el mundo.[cita requerida]

## Vida personal

### Orientación sexual
Con diecinueve años, George Michael estuvo a punto de declararse bisexual, pero no lo tenía claro. La prensa rosa se hizo eco de los rumores de supuestas relaciones con mujeres importantes y bailarinas de su espectáculo mientras era miembro del dúo Wham!. No fue hasta que tuvo veinticuatro años, hacia 1987, cuando estuvo convencido de que le gustaban los hombres. Sin embargo, Michael mantuvo en secreto su orientación sexual debido al efecto que podría tener la noticia sobre su madre.
Durante el tour "Rock in Río" de 1991, Michael conoció al brasileño Anselmo Feleppa, con quien inició una relación. Pero Feleppa fue diagnosticado de sida, y Michael empezó a sentirse deprimido. Feleppa falleció en 1993 de una hemorragia cerebral. El sencillo «Jesus to a Child» es un tributo a Anselmo (Michael se lo dedicaba siempre antes de interpretarla en directo), así como su álbum de 1996 Older. Ese año de 1996, fallecía su madre debido al cáncer, lo que agravó la depresión que tenía.  

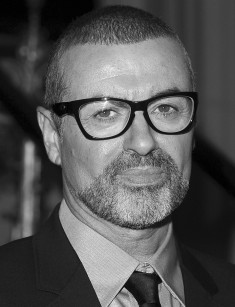
Michael, en 2011.

El 7 de abril de 1998, un policía de incógnito llamado Marcelo Rodríguez lo arrestó por "actos lascivos" en un urinario público en un parque de Beverly Hills. Era parte de una redada policial, que Michael explicó para MTV de la siguiente manera: "En fin, me siguió al baño, y entonces el policía –bueno, yo no sabía que era policía en aquel momento, obviamente– comenzó a jugar a un juego. Creo que se llama 'Yo te enseño el mío, tú me enseñas el tuyo, y cuando me lo enseñes, te arresto'". Tras presentar un alegato de no impugnación a los cargos, Michael fue multado con 810 dólares y sentenciado a cumplir 80 horas de servicios a la comunidad. Poco tiempo después, Michael hizo un video musical para su sencillo «Outside» que estaba claramente basado en el incidente en el baño público, y en el que podía verse a hombres vestidos de policía besándose. Marcelo Rodríguez, el agente de policía, lo denunció ante el Tribunal de California en 1999 alegando que el video se mofaba de él y que Michael le había difamado en varias entrevistas. Le reclamaba 10 millones de dólares al cantante, que poseía una fortuna estimada en 120 millones de dólares, pero el Tribunal no admitió la denuncia basándose en que el oficial de policía era un oficial público, pero una apelación volvió a admitir la demanda el 3 de diciembre de 2002. La corte dictaminó entonces que Rodríguez, como funcionario público, no podía legalmente pedir daños ni perjuicios por angustia emocional.
Tras este incidente, George Michael hizo pública su homosexualidad y que sostenía una relación romántica con Kenny Goss, un antiguo entrenador de animadores y en el momento ejecutivo de ropa deportiva y con quien rompió en 2009 pero no lo hizo público hasta 2011. Goss abrió la Goss Gallery en mayo de 2005, en la que se mostraban trabajos de arte contemporáneo incluyendo algunos de la colección personal de la pareja. Tenían residencias tanto en Londres como en Dallas. A finales de noviembre de 2005 se informó de que Michael y su novio registrarían su relación como una unión civil en el Reino Unido. Pero debido a la publicidad negativa y una inminente gira, Goss y Michael aplazaron el evento. Hubo informes de que terminó su relación en secreto en diciembre de 2008, aunque esto fue negado por Michael. Michael dijo a la prensa británica que el hecho de ser un hombre gay presentaba ventajas en su vida y que era feliz con su novio. Goss estuvo presente durante la sentencia de Michael por conducir ebrio el 14 de septiembre de 2010.
El 23 de julio de 2006 George fue nuevamente acusado de mantener relaciones sexuales públicas anónimas, esta vez en el West Hampstead Heath Park de Londres. Más tarde se descubrió que su pareja anónima era Norman Kirtland, de 58 años, un conductor de furgoneta desempleado. A pesar de afirmar que tenía la intención de demandar a News of the World por fotografiar el incidente y a Norman Kirtland por difamarle, Michael dijo que salía en busca de sexo anónimo y que esto no era un problema en su relación con su pareja Kenny Goss.
El 17 de junio de 2008, George Michael dijo que estaba emocionado por la legalización de las uniones entre personas del mismo sexo en California, opinando que ha sido aprobada "con retraso".

### Consumo de drogas
George Michael confesó tener problemas de depresión, enfermedad que intentó superar tomando Prozac, fumando cannabis e incluso comprándose un perro (un Labrador Retriever, que moriría ahogado en el Támesis).
En el transcurso de 2006, Michael tuvo varios incidentes relacionados mayoritariamente con el consumo de drogas. El 26 de febrero de 2006, fue arrestado por posesión de drogas blandas, un incidente que él mismo describió como «mi estúpida culpa, como siempre». Fue amonestado por la policía y posteriormente puesto en libertad.
El 15 de mayo de 2006, fue descubierto dormido al volante de su Range Rover en Londres. Se despertó después de que un viandante estuviera cinco minutos golpeándole la ventanilla, quien manifestó: «estaba sudando a mares y tenía su iPod funcionando». Al despertarse se alejó del lugar conduciendo de forma errática hasta colisionar con un bolardo. A los pocos días después, fue interrogado por la policía por haber dañado tres coches de la calle donde residía.
En la madrugada del 1 de octubre de 2006, la policía lo encontró desplomado y en un estado semiinconsciente en el asiento de su Mercedes-Benz Clase S, con el que estaba bloqueando el cruce de Cricklewood Lane con Hendon Way en el noroeste de Londres. Lo llevaron al Royal Free Hospital en Hampstead para un reconocimiento, y después le tomaron los datos en la comisaría de policía de Colindale donde fue detenido por posesión de cannabis. Fue puesto en libertad bajo fianza con un interrogatorio pendiente sobre su aptitud para conducir.
George Michael animó a su novio, Kenny Goss, a que buscara tratamiento para su alcoholismo, y aceptó a ingresar durante 60 días en una clínica de Arizona en junio de 2004.
Michael fue arrestado en Cricklewood, en el noroeste de Londres, después de que unos automovilistas informaran de que había un coche obstruyendo la circulación en un semáforo. Se declaró culpable el 8 de mayo de 2007 y no apto para conducir bajo los efectos de las drogas. Se le prohibió conducir durante dos años y sentenciado a servicio comunitario. Durante septiembre de 2007, en Desert Island Discs, dijo que su consumo de cannabis estaba siendo un problema, que le gustaría poder fumar menos y que estaba constantemente tratando de conseguirlo.
El 19 de septiembre de 2008 George Michael sumó otro arresto a su larga lista al demorarse en un baño público de Hampstead Health de Londres, en el que fue pillado consumiendo y en posesión de drogas de clase A y C. Fue trasladado a la comisaría y amonestado por posesión de sustancia controlada, lo que provocaría que se le retirara una nominación de los Brit Awards.
El 5 de diciembre de 2009, en una entrevista con The Guardian, Michael explicó que estaba controlando su consumo de cannabis y que en aquel entonces estaba fumando solo "siete u ocho" porros al día en vez de los 25 diarios que consumía antes. El 4 de julio de 2010 empotró su coche contra una tienda de fotografía e ingresó el 14 de septiembre en prisión tras ser condenado a ocho semanas de encarcelamiento.
En las primeras horas del domingo 4 de julio de 2010, cuando regresaba de la marcha del Orgullo Gay, el cantante fue visto por circuito cerrado de televisión conduciendo contra la fachada de una tienda de Snappy Snaps en Hampstead, al norte de Londres y fue arrestado bajo sospecha de no estar en condiciones para conducir, tras informes de que un coche se había estrellado contra el edificio. El 12 de agosto, la Policía Metropolitana de Londres dijo que estaba "acusado de posesión de cannabis y de no apto para conducir bajo los efectos del alcohol o las drogas".
El 24 de agosto de 2010, el cantante se declaró culpable en los tribunales de primera instancia de Square Highbury en Londres tras confesar que había conducido bajo los efectos de las drogas y el 14 de septiembre de 2010 en los mismos tribunales fue condenado a ocho semanas de prisión y al pago de una multa de 1.250 libras, además de una prohibición de conducir vehículos a motor durante un periodo de cinco años. Salió de la prisión Highpoint en Suffolk el 11 de octubre de 2010 tras cumplir la mitad de la condena.

### Postura política
A los quince años, Michael se unió al ala juvenil del Partido Comunista de Gran Bretaña. Durante sus años con Wham!, criticó duramente al gobierno conservador de Margaret Thatcher y su alianza militar de misiles con Estados Unidos, llegando a decir que se sentía mal, ya que con sus impuestos estaba pagando armamento bélico.
Su nombre apareció entre el de 1.600 personas, todas ellas adineradas celebridades, líderes de negocio, abogados y médicos, que habían intentado evadir el pago de impuestos al fisco por un valor global de 1,2 billones de libras esterlinas a través de una complicada red de compañías en paraísos fiscales. Según informes, Michael pagó 443.000 £ para evitar pagar impuestos por sus ingresos de 6,2 millones de £ procedentes de la venta de discos y conciertos a través del llamado Liberty Scheme. En 1996, un año antes a la llegada al poder del partido laborista, Michael dijo al periódico callejero británico Big Issue que estaba dispuesto a pagar un 50 o incluso un 60 por ciento a un gobierno laborista.
En similares líneas de protesta, Michael compuso el tema «Shoot the Dog», una canción que critica y parodia la relación amistosa entre los gobiernos de Estados Unidos y Reino Unido y la implicación de ambos en la guerra de Irak. Su video de dibujos animados resultó ser tan polémico que fue censurado tajantemente en Estados Unidos durante 2002, aunque en un principio solo se lanzó en Reino Unido por las posibles consecuencias o implicaciones que le podría acarrear para su carrera artística.

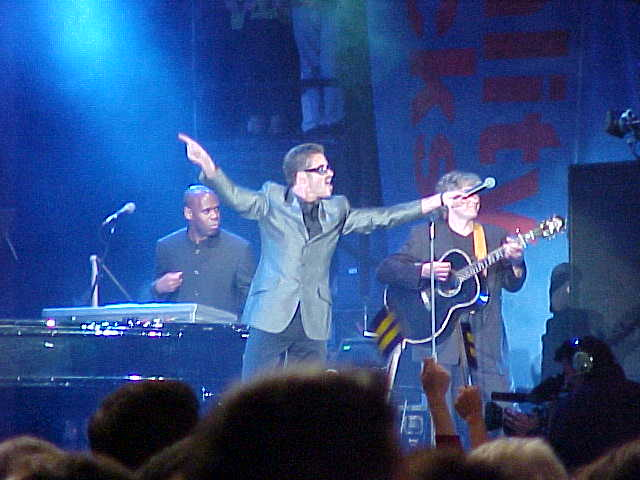
Michael presentándose en el Robert F. Kennedy Memorial Stadium en Washington D. C., 2000.

En el año 2000, George Michael realizó un concierto que llamó "La igualdad gusta" ("Equality Rocks") en beneficio de una campaña por los Derechos Humanos con la presencia de artistas invitados de la talla de Melissa Etheridge, Garth Brooks, Queen Latifah, y los Pet Shop Boys, entre otros.
El 22 de octubre de 2000, George Michael adquirió mediante subasta y pago de 1,45 millones de libras esterlinas el piano con el que John Lennon escribió su legendario éxito Imagine. El piano, que pertenecía a un coleccionista privado, había salido a subasta, para cuyo finalidad se expuso en el Hard Rock Cafe de Londres. Michael decidió pujar por él para que se quedara en suelo británico. Posteriormente, recorrería el mundo con el famoso piano "como símbolo de la paz" y también lo empleó para grabar uno de sus temas, Patience. En declaraciones de la época a la prensa, el cantante dijo: "[El piano de Lennon] No es el tipo de cosas que deben permanecer guardadas o protegidas en algún lugar, ya que deberían estar a la vista del público en general." Para conmemorar el 80.º cumpleaños de Lennon el 9 de octubre de 2020, los herederos Michael prestaron el piano para su exhibición durante una semana a la Strawberry Field Exhibition en Liverpool, Reino Unido.
Asimismo, Michael dedicó su concierto en Sofía, Bulgaria, de su Twenty Five Tour a las enfermeras búlgaras que habían sido injustamente condenadas a muerte en Libia por el escándalo del uso de sangre contaminada de VIH, con la que se contagiaron cientos de niños.

### Obras benéficas
Con frecuencia, Michael tomaba una postura de conciencia social. En 1984 cantó como parte de la Band Aid en el tema "Do They Know It's Christmas?", para recaudar fondos con los que paliar el hambre en Etiopía. Este sencillo llegó a ser número 1 en los UK Top 40 en la Navidad de 1984. En esa misma fecha su tema "Last Christmas" como parte integrante del dúo Wham! llegó al n.º 2 y donó todos los ingresos del mismo a dicha causa.
Participó en el concierto benéfico Live Aid en 1985, cantando a dúo con Elton John el tema «Don't Let The Sun Go Down On Me», cuyos ingresos acabaron yendo a diez ONG para niños con sida y para proyectos relacionados con Educación.
En 2003 formó pareja con Ronan Keating en la versión británica de ¿Quién quiere ser millonario? y cada uno acabó ganando 32.000 £ (cantidad resultante tras no acertar la pregunta valorada en £ 125.000), que luego donaría a una ONG contra el cáncer.
Asimismo, en ese mismo año, Michael se unió a otros famosos para ayudar a recaudar 20 millones de libras (27.673.300 dólares) para niños con enfermedades terminales. El evento fue organizado por la organización no gubernamental RainBow Trust Children's Charity, de la que Michael era patrocinador, y en el que dijo: "Perder a alguien es algo increíblemente difícil. Me inclino la cabeza ante aquellas personas que han tenido que pasar y lidiar con la pérdida de un niño."

### Bienes

#### Residencias
Michael estaba considerado entre los 10 músicos más ricos del Reino Unido, con una fortuna estimada, según dijo, de 70 a 100 millones de libras esterlinas en activos, propiedades inmobiliarias y dinero en efectivo.
George era propietario de varias residencias alrededor del mundo, que incluían una en Highgate (Londres), una en Dallas (Texas) y una en Goring-on-Thames, en Oxfordshire, en la campiña inglesa, su residencia habitual en la que fallecería en diciembre de 2016.
Según dicen los informes, con la gira 25 Live, que hizo entre 2006 y 2008, ganó 48,5 millones de libras (97 millones de dólares), y que ganaba más por los conciertos privados que daba periódicamente, como por ejemplo para el multimillonario Vladimir Potanin, propietario de la tienda de moda propiedad de Sir Philip Green. Según la lista de "ricos" de la Timesonline.co.uk.com, a partir de 2009 el valor de George Michael era de 90 millones de libras, en una sola moneda.
Además de poseer varias residencias en todo el mundo, que estaban valoradas en varios millones de dólares, Michael y su pareja, Kenny Goss, reunieron una enorme colección de arte, valorada en 100 millones de libras esterlinas.

### Memorias
En 1991, Michael lanzó una autobiografía que llevaba por título Bare (Penguin Books) que él escribió con la ayuda del escritor Tony Parsons. El libro repasa diversos aspectos de su vida. El 16 de enero de 2008, firmó un contrato con HarperCollins para una autobiografía.

## Discografía

### Álbumes de estudio
- 1987: Faith
- 1990: Listen Without Prejudice, Vol. 1
- 1996: Older
- 1999: Songs from the Last Century
- 2004: Patience
- 2014: Symphonica

### Sencillos
| Año  | Título                                                    | Álbum                                                         | Ranking |
| ---- | --------------------------------------------------------- | ------------------------------------------------------------- | --- |
| 1984 | "Careless Whisper" 1                                      | Make It Big                                                   | |
| 1986 | "A Different Corner"                                      | The Final                                                     | Billboard Hot 100 (EU): Peak N.º 7 (2 semanas desde el 21/06/1986) Uk Top 100 (RU): Peak N.º 1 (3 semanas desde el 05/04/1986)   |
| 1987 | "I Knew You Were Waiting (For Me)" (with Aretha Franklin) | Aretha                                                        | Billboard Hot 100 (EU): Peak N.º 1 (2 semanas desde el 18/04/1987) Uk Top 100 (RU): Peak N.º 1 (2 semanas desde el 31/07/1987)   |
| 1987 | "Jive Talkin'"                                            | Boogie Box High                                               | |
| 1987 | "I Want Your Sex"                                         | Faith                                                         | Billboard Hot 100 (EU): Peak N.º 2 (semana del 08/08/1987) Uk Top 100 (RU): Peak N.º 3 (semana del 13/06/1987)                   |
| 1987 | "Hard Day"                                                | Faith                                                         | |
| 1987 | "Faith"                                                   | Faith                                                         | Billboard Hot 100 (EU): Peak N.º 1 (3 semanas desde el 12/12/1987) Uk Top 100 (RU): Peak N.º 2 (2 semanas desde el 31/10/1987)   |
| 1988 | "Father Figure"                                           | Faith                                                         | Billboard Hot 100 (EU): Peak N.º 1 (2 semanas desde el 27/02/1988) Uk Top 100 (RU): Peak N°11 (semana del 16/01/1988)            |
| 1988 | "One More Try"                                            | Faith                                                         | Billboard Hot 100 (EU): Peak N.º 1 (3 semanas desde el 28/05/1988) Uk Top 100 (RU): Peak N.º 8 (semana del 30/04/1988)           |
| 1988 | "Monkey"                                                  | Faith                                                         | Billboard Hot 100 (EU): Peak N.º 1 (2 semanas desde el 27/08/1988) Uk Top 100 (RU): Peak N°13 (semana del 23/07/1988)            |
| 1988 | "Kissing a Fool"                                          | Faith                                                         | Billboard Hot 100 (EU): Peak N.º 5 (semana del 26/11/1988) Uk Top 100 (RU): Peak N°18 (semana del 10/12/1988)                    |
| 1990 | "Praying for Time"                                        | Listen Without Prejudice, Vol. 1                              | Billboard Hot 100 (EU): Peak N.º 1 (semana del 13/10/1990) Uk Top 100 (RU): Peak N.º 6 (semana del 01/09/1990)                   |
| 1990 | "Waiting for That Day"                                    | Listen Without Prejudice, Vol. 1                              | Billboard Hot 100 (EU): Peak N°27 (semana del 02/03/1991) Uk Top 100 (RU): Peak N°23 (semana del 10/11/1990)                     |
| 1990 | "Mother's Pride"                                          | Listen Without Prejudice, Vol. 1                              | Billboard Hot 100 (EU): Peak N°46 (semana del 02/03/1991)                                                                        |
| 1990 | "Freedom! '90"                                            | Listen Without Prejudice, Vol. 1                              | Billboard Hot 100 (EU): Peak N.º 8 (semana del 29/12/1990) Uk Top 100 (RU): Peak N°28 (semana del 22/12/1990)                    |
| 1991 | "Heal the Pain"                                           | Listen Without Prejudice, Vol. 1                              | |
| 1991 | "Cowboys and Angels"                                      | Listen Without Prejudice, Vol. 1                              | |
| 1991 | "Don't Let The Sun Go Down On Me" (con Elton John)        | Duets                                                         | Billboard Hot 100 (EU): Peak N.º 1 (semana del 01/02/1992) Uk Top 100 (RU): Peak N.º 1 (2 semanas desde el 07/12/1991)           |
| 1992 | "Too Funky"                                               | Red Hot + Dance                                               | Billboard Hot 100 (EU): Peak N°10 (semana del 08/08/1992) Uk Top 100 (RU): Peak N.º 4 (semana del 13/06/1992)                    |
| 1993 | "Somebody to Love" (con Queen)                            | Five Live                                                     | Billboard Hot 100 (EU): Peak N°30 (semana del 29/05/1993) Uk Top 100 (RU): Peak N.º 1 (3 semanas desde el 01/05/1993)            |
| 1993 | "Killer" / "Papa Was a Rollin' Stone"                     | Five Live                                                     | Billboard Hot 100 (EU): Peak N°95 (semana del 03/07/1993) Uk Top 100 (RU): Peak N.º 6 (semana del 01/09/1990)                    |
| 1995 | "Jesus to a Child"                                        | Older                                                         | Billboard Hot 100 (EU): Peak N.º 7 (semana del 24/02/1996) Uk Top 100 (RU): Peak N.º 1 (semana del 20/01/1996)                   |
| 1996 | "Fastlove"                                                | Older                                                         | Billboard Hot 100 (EU): Peak N.º 8 (dos semanas desde el 01/06/1996) Uk Top 100 (RU): Peak N.º 1 (3 semanas desde el 04/05/1996) |
| 1996 | "Spinning the Wheel"                                      | Older                                                         | Uk Top 100 (RU): Peak N.º 2 (semana del 01/09/1996)                                                                              |
| 1997 | "Older / I Can't Make You Love Me"                        | Older                                                         | Uk Top 100 (RU): Peak N.º 3 (semana del 01/02/1997)                                                                              |
| 1997 | "Star People '97"                                         | Older                                                         | Uk Top 100 (RU): Peak N.º 2 (semana del 10/05/1997)                                                                              |
| 1997 | "You Have Been Loved/The Strangest Thing '97"             | Older                                                         | |
| 1998 | "Outside"                                                 | Ladies & Gentlemen: The Best of George Michael                | Uk Top 100 (RU): Peak N.º 2 (2 semanas desde el 31/10/1998)                                                                      |
| 1999 | "As" (con Mary J. Blige)                                  | Ladies & Gentlemen: The Best of George Michael                | Uk Top 100 (RU): Peak N.º 4 (semana del 13/03/1999)                                                                              |
| 2000 | "If I Told You That" (con Whitney Houston)                | Greatest Hits                                                 | Uk Top 100 (RU): Peak N.º 9 (semana del 17/06/2000)                                                                              |
| 2002 | "Freeek!"                                                 | Patience                                                      | |
| 2002 | "Shoot the Dog"                                           | Patience                                                      | |
| 2004 | "Amazing"                                                 | Patience                                                      | |
| 2004 | "Flawless (Go to the City)"                               | Patience                                                      | |
| 2004 | "Round Here"                                              | Patience                                                      | |
| 2005 | "John and Elvis Are Dead" 2                               | Patience                                                      | |
| 2006 | "An Easier Affair"                                        | Twenty Five                                                   | |
| 2006 | "This Is Not Real Love" (con Mutya)                       | Twenty Five / Real Girl                                       | |
| 2008 | "I Can't Make You Love Me" 3                              | Ladies & Gentlemen: The Best of George Michael / The Older EP | |
| 2008 | "December Song (I Dreamed of Christmas)"                  |                                                               | |
| 2012 | "White Light"                                             |                                                               | |

### Canciones número uno
| - 1985: "Careless Whisper" (Wham! con George Michael) - 1987: "I Knew You Were Waiting (For Me)" (con Aretha Franklin) - 1987: "Faith" - 1988: "Father Figure" - 1988: "One More Try" - 1988: "Monkey" - 1990: "Praying For Time" - 1992: "Don't Let The Sun Go Down On Me"(con Elton John) | - 1984: "Careless Whisper" - 1986: "A Different Corner" - 1987: "I Knew You Were Waiting (For Me)" (con Aretha Franklin) - 1991: "Don't Let The Sun Go Down On Me"(con Elton John) - 1993: Five Live EP (con Queen y Lisa Stansfield) - 1995: "Jesus to a Child" - 1996: "Fastlove" |

## Giras musicales
- Faith World Tour (1988-1989)
- Cover to Cover (1991)
- 25 Live (2006-2008)
- George Michael Live in Australia (2010)
- Symphonica Tour (2011-2012)